# 日産・NR20A
日産・NR20Aは、日産自動車が2014年に投入したSUPER GT用のエンジンである。2014年から2019年にかけて、SUPER GT・GT500クラスに参戦する日産・GT-Rに搭載された。後継エンジンについても述べる。
他のNippon Race Engineのホンダ・HR-414E/トヨタ・RI4Aと異なり、日産が参戦していないスーパーフォーミュラでの使用を考慮しておらず、GT専用設計のエンジンとなっている。

## スペック
- エンジン形式：水冷直列4気筒DOHC16バルブ
- 総排気量：1,998cc
- 内径×行程：-×-mm
- 最高回転数：-
- 最高出力：550PS（405kW）以上
- 最大トルク：50kg·m（490N·m）以上
- 圧縮比： -
- マネージメントシステム：ペクテル製 MQ12Di
- 過給器:ターボチャージャー（ギャレット製）
- 重量：85kg

## 後継エンジン
2020年に同じくGT-Rに搭載されたNR20Bは、DTMとの共通レギュレーション「クラス1」が全面施工されたことにより新型エンジンとして投入された。
2021年より投入されたNR4S21は、同年に限りGT-Rへ搭載され、2022年からは新しく日産のGT500車両として登場した日産・フェアレディZに搭載されている。NISMO仕様へと変更された2024年型フェアレディZには改良されたNR4S24が搭載される。